# Natalja Kuksina
Natalja Witaljewna Kuksina (ros. Наталья Витальевна Куксина; ur. 27 czerwca 1984) – rosyjska zapaśniczka walcząca w stylu wolnym. Brązowa medalistka mistrzostw świata w 2007. Zdobyła srebrny medal na mistrzostwach Europy w 2008. Akademicka wicemistrzyni świata w 2008. Mistrzyni Rosji w 2007, 2008, 2011, 2012 i 2013, trzecia w 2005 i 2015 roku.